# Agustín Ross
Pour les articles homonymes, voir Ross.
Agustín Ross Edwards  (né le 5 février 1844 à La Serena et mort le 20 octobre 1926 à Viña del Mar) est un juriste et diplomate chilien, c'était aussi un politicien et un banquier. Il était le fils de David Ross et Carmen Edwards Ossandon; tous deux étaient d'ascendance britannique . Il a épousé Susana Ferari.

## Biographie

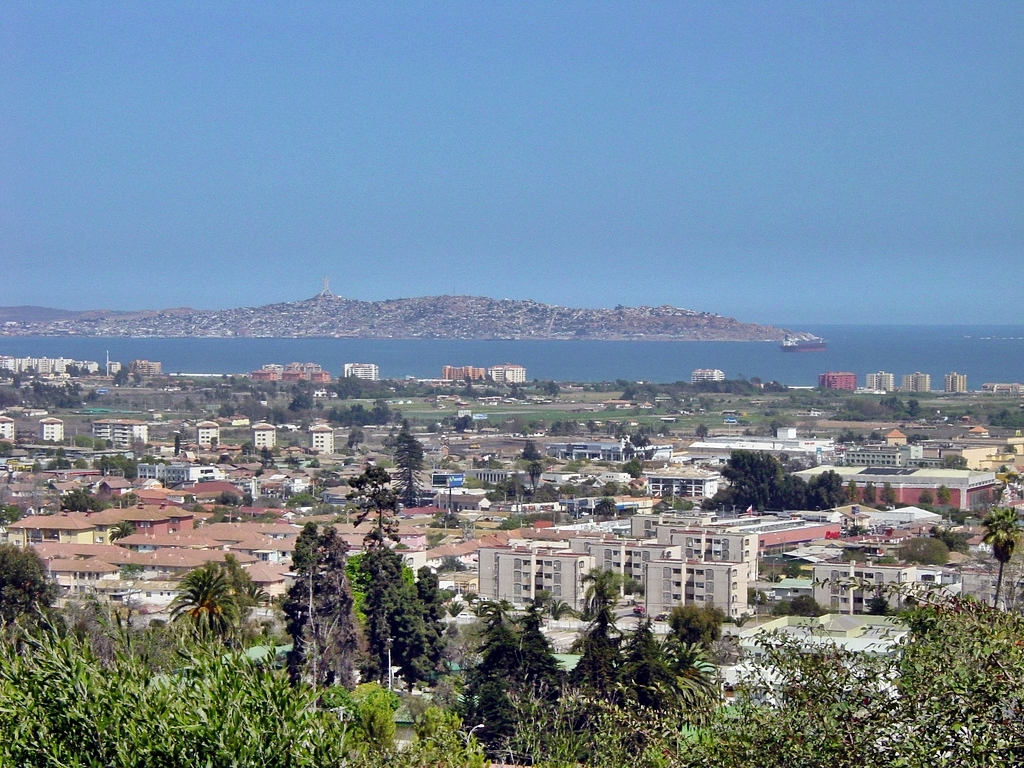
La Serena-Coquimbo

Agustín Ross Edwards a étudié à l'école Carlos Black et Simon Kerr de La Serena une ville et une commune du Chili située dans la province d'Elqui et la région de Coquimbo. Il a étudié à la Queen Street Institution en Écosse entre 1856 et 1860. Il a participé aux métiers de la banque de la famille Edwards.

## Homme d'affaires
Agustín Ross Edwards a déménagé à Pichilemu vers 1890 et a acheté un terrain dans la ville. À San Fernando , en septembre 1885, il acheta une propriété de Francisco Torrealba, sur le site situé de la plage de Pichilemu. Il a construit l' hôtel Ross avec un design de style européen, dont Evaristo Merino (en) fut administrateur. Il a promu Pichilemu dans des villes comme Santiago du Chili . Il a ensuite construit le Ross Casino et le Ross Park en utilisant des matériaux importés ainsi la pierre d'Italie, le pin d'Oregon des États-Unis et le ciment Portland .
Un chroniqueur chilien a cité: "M. Agustín Ross jette son argent à Pichilemu, un endroit qui deviendra bientôt un port complet, tout comme il l'est actuellement, le Chilien de Biarritz". -  Citation du livre de José Arraño Acevedo , Hombres y Cosas de Pichilemu (2003).

## Carrière politique
Agustín Ross Edwards était un militant du Parti national du Chili il fut agent privé à Londres durant la junte gouvernementale d' Iquique en 1891. Il fut nommé ministre plénipotentiaire en Grande-Bretagne en février 1892 par le président Jorge Montt. Il a été sénateur de la région de Coquimbo entre 1897 et 1903.
Ross est mort le 26 octobre 1926 à Viña del Mar . Une partie de ses biens a été laissée à la municipalité de Pichilemu dans son testament, y compris la forêt, les terrasses et le parc, à la condition qu'elles soient servies dignement.